# Dobrovo
Dobrovo é uma vila da Eslovênia que funciona como centro administrativo do município de Brda. Possuía uma população estimada de 334 habitantes em 2020.